# Piz Giuv
Der Piz Giuv (Giuv rätoromanisch = Joch; auf Deutsch auch Schattig Wichel genannt) ist ein 3096 m ü. M. hoher Berg in den Glarner Alpen. Er liegt knapp fünf Kilometer nördlich des Oberalppass und etwa sieben Kilometer westlich des Reusstals auf der Grenze der Schweizer Kantone Uri und Graubünden.
Nächster nördlicher Nachbar ist der Sunnig Wichel, welcher nach Norden durch die Pörtlilücke (2506 m ü. M.) vom 3073 m ü. M. hohen Bristen getrennt ist. Direkt östlich liegt der Piz Nair (3059 m ü. M.) von dem nach Nordosten über den Chrüzlipass (2347 m ü. M.) ein Grat zum 3328 m ü. M. hohen Oberalpstock zieht. Nach Südwesten verläuft ein Grat bis zur Fellilücke (2476 m ü. M.). Richtung Süden zweigen drei kürzere Querkämme ab, welche vier Täler, Val Strem, Val Milà, Val Giuv und Val Val (von Osten nach Westen) voneinander trennen.

## Besteigungsmöglichkeiten
Als Stützpunkt für eine Besteigung dient die Etzlihütte (SAC) auf 2052 m ü. M. Erreicht werden kann die Hütte von Bristen im nördlich gelegenen Maderanertal oder von Süden über Mittelplatten respektive den Chrüzlipass, der von Sedrun bzw. mit Lifthilfe von Disentis erreichbar ist. Der Piz Giuv kann auch direkt vom Oberalppass als Tagestour bestiegen werden.
Im Sommer ist die Route von der Etzlihütte eine Hochtour mit Fels- (teilweise sehr brüchig) und Eispassagen. Im Spätwinter ist der Piz Giuv ein Skitourengipfel.

## Mineralogie
Der Piz Giuv und seine gesamte Umgebung sind mineralogisch sehr interessant. Seit gut 200 Jahren gehen die einheimischen Kristallsucher (auch Strahler genannt) im Val Giuv und den benachbarten Tälern auf die Suche nach Rauchquarzen und anderen Mineralien. Zu den wichtigsten Vorkommen im Bereich des Piz Giuv zählen: Rauchquarz, Milarit, Adular, Titanit, Epidot, Calcit, Amethyst, Apatit und Pyrit. Die Rauchquarze aus dem Val Giuv gehören zu den schönsten und begehrtesten weltweit. Für die Suche nach den Kristallen benötigt man eine kostenpflichtige Bewilligung der Gemeinde.